# بندر ونکوور
بندر ونکوور (انگلیسی: Port of Vancouver) بزرگ‌ترین بندر کانادا و چهارمین بندر بزرگ در آمریکای شمالی برحسب تن بار است که تجارت بین کانادا و بیش از ۱۷۰ اقتصاد جهان را تسهیل می‌کند. این بندر توسط اداره بندر فریزر ونکوور مدیریت می‌شود که در سال ۲۰۰۸ به عنوان ادغام بندر سابق ونکوور، اداره بندر نورث فریزر و اداره بندر فریزر ایجاد شد. این مرجع اصلی حمل و نقل و استفاده از زمین و دریا مربوط به بندر در منطقه مترو ونکوور است.